# Arienzo
Arienzo är en ort och kommun i provinsen Caserta i regionen Kampanien i Italien. Kommunen hade 5 374 invånare (2017).